# 磐田原

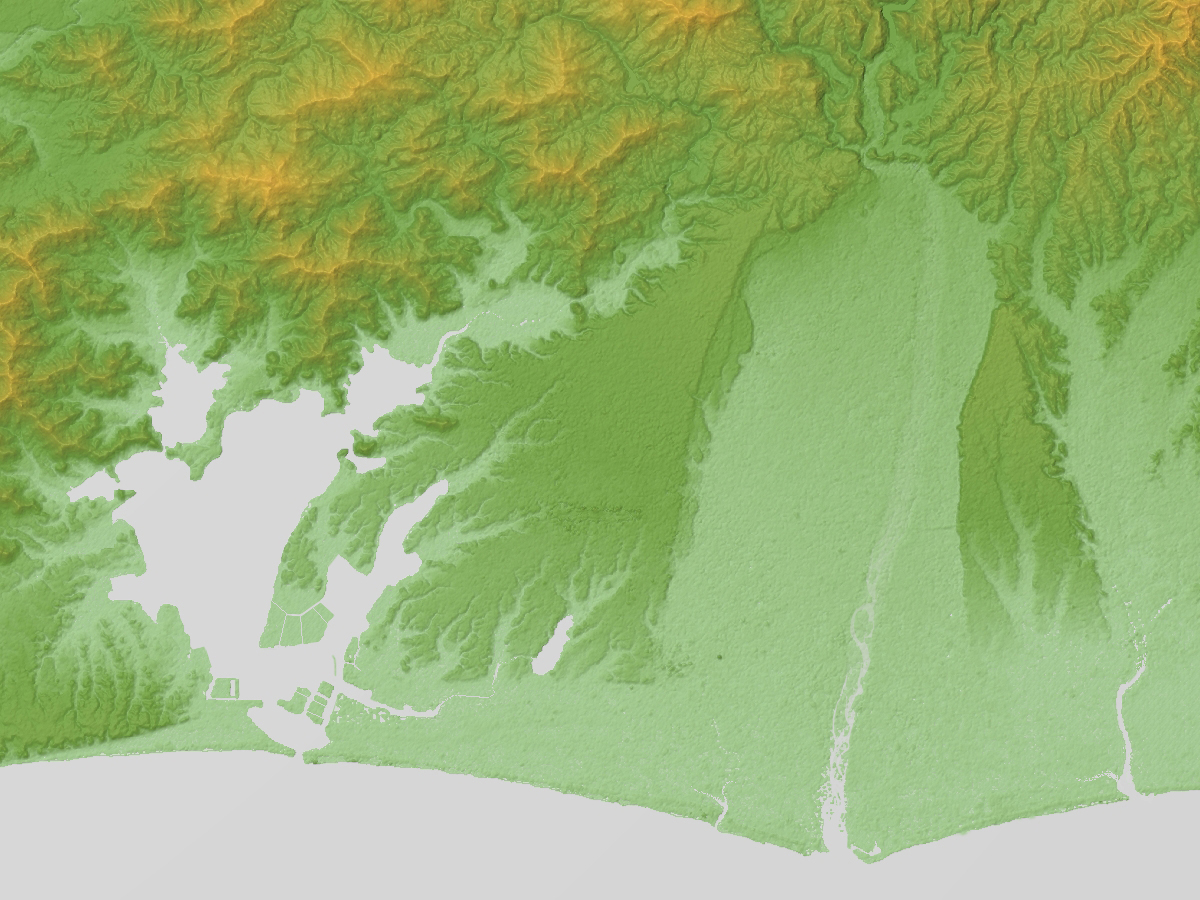
静岡県西部の地形図。三方原洪積台地 (西) と磐田原洪積台地 (東) 。その間が天竜川。

磐田原（いわたはら）は、静岡県の天竜川東岸にある洪積台地。磐田原台地とも。標高は10〜120メートル。東西約4km・南北約13kmに広がる。
台地は磐田市域に属する。国の特別史跡に指定されている遠江国分寺跡などがある。地下水面が深いことから、開発・開拓が遅れた地域である。磐田用水を利用した農業が行われている。天竜川西岸の三方原台地と同時期に隆起してできたものである。